# Granietschildmos
Granietschildmos (Xanthoparmelia conspersa) is een soort korstmos uit het geslacht Xanthoparmelia

## Ecologie
Granietschildmos komt veel voor op zure steen, waaronder vaak graniet en basalt, maar soms ook op baksteen en zelfs asfalt. De soort is veel te vinden op megalieten, zwerfstenen en dijkbekleding.

### Syntaxonomie
Granietschildmos geldt als transgrediërende kensoort van de naar haar vernoemde granietschildmos-associatie (Xanthoparmelietum conspersae) en het bovenliggende granietschildmos-verbond (Xanthoparmelion conspersae).